# Table des caractères Unicode/U27F0
Cette page contient des caractères spéciaux ou non latins. S’ils s’affichent mal (▯, ?, etc.), consultez la page d’aide Unicode.
Table des caractères Unicode U+27F0 à U+27FF.

## Flèches — supplément A
Quadruples flèches (haut et bas), flèches tournant sur un cercle (en sens anti-horaire ou horaire), traversant un signe plus cerclé, flèches longues (gauche, droite, ou bidirectionnel, simples ou doubles), longues flèches avec taquet (gauche ou droite, simple ou double), longue flèche oscillante.

### Table des caractères
| en fr  | 0 | 1 | 2 | 3 | 4 | 5 | 6 | 7 | 8 | 9 | A | B | C | D | E | F |
| ------ | - | - | - | - | - | - | - | - | - | - | - | - | - | - | - | - |
| U+27F0 | ⟰ | ⟱ | ⟲ | ⟳ | ⟴ | ⟵ | ⟶ | ⟷ | ⟸ | ⟹ | ⟺ | ⟻ | ⟼ | ⟽ | ⟾ | ⟿ |